# Phreatia quadrata
Phreatia quadrata är en orkidéart som beskrevs av Rudolf Schlechter. Phreatia quadrata ingår i släktet Phreatia och familjen orkidéer. Inga underarter finns listade i Catalogue of Life.